# Saqueig de Dénia i Alacant
El saqueig de Dénia i Alacant va ser un atac dut a terme per Khair ed-Din Barba-rossa, qui es va dirigir al sud del Regne de València per atacar Xilxes, Dénia i Alacant, en resposta a un atac en el qual Khair ed-Din Barba-rossa va ser atacat per Hug de Montcada, el virrei de Sicília.
Khair ed-Din Barba-rossa va col·laborar amb el seu germà fins a la seva mort el 1518 i, llavors, Khair es va quedar a Alger, on va ser atacat per Hug de Montcada, el virrei de Sicília, però una tempesta va destruir la flota d'aquest i Khair va fer molts presoners. Com a resposta, Khair ed-Din Barba-rossa es va dirigir al sud del Regne de València per atacar Xilxes, Dénia i Alacant.
L'any següent Khair ed-Din Barba-rossa va derrotar el soldà de Tremissèn que s'havia aliat amb els espanyols i avançava cap a Miliana. A la primavera següent, va ocupar Tenes, que s'havia revoltat, i va vèncer una flota espanyola de 18 naus.